# Боденхајм
Боденхајм (њем. Bodenheim) општина је у њемачкој савезној држави Рајна-Палатинат. Једно је од 66 општинских средишта округа Мајнц-Бинген. Према процјени из 2010. у општини је живјело 7.082 становника. Посједује регионалну шифру (AGS) 7339006.

## Географски и демографски подаци
Боденхајм се налази у савезној држави Рајна-Палатинат у округу Мајнц-Бинген. Општина се налази на надморској висини од 100 метара. Површина општине износи 13,4 km².

## Становништво
У самом мјесту је, према процјени из 2010. године, живјело 7.082 становника. Просјечна густина становништва износи 527 становника/km².

## Међународна сарадња
| Мјесто  | Држава    | Врста сарадње | Од    |
| ------- | --------- | ------------- | ----- |
| Грецана | Италија   | партнерство   | 1992. |
|         | Француска | партнерство   | 1969. |
| Извор   |           |               |       |